# یانکوویتس
یانکوویتس (به لاتین: Jankowiec) یک روستا در لهستان است که در گمینا اوسترودا واقع شده‌است.